# セントポール・カピステール教区
セントポール・カピステール教区（英語: Saint Paul Capisterre Parish）は、セントクリストファー・ネイビスのセントクリストファー島北西部にある行政教区。面積は13.8平方キロメートル、人口は2,432人（2011年国勢調査）。カリブ海に面しているが、海岸は切り立った断崖のため都市は内陸部にある。
かつて一帯はフランス領カペステール植民地（フランス語: Capesterre）と呼ばれており、イギリス領となった後に言語変化によって現在のカピステール（Capisterre）となったといわれる。このような経緯から、まれに元々のフランス語呼称が使われる。例えばアメリカ合衆国の中央情報局（CIA）が刊行しているザ・ワールド・ファクトブックでは、2001年よりセントポール・カペステール教区（Saint Paul Capesterre）に変更された。それまではカピステール（Capisterre）表記であった。変更した理由は不明だが、ザ・ワールド・ファクトブックを引用しているメディアを中心にカペステール呼称が見られる。

## 主要都市
セントポール・カピステールを教区の行政中心地とする場合があるが、公式ではない。
- ベルモント・エステート（Belmont Estate）
- クランストン・エステート（Cranston Estate）
- ニュートン・グラウンド（英語版）（Newton Ground）
- セントポール・カピステール（Saint Paul Capisterre） - セントポールズ（Saint Paul's）と略される

## 出身人物
- ロバート・ルウェリン・ブラッドショー（英語版） - 植民地時代の首相（Chief Minister/Premier）
- デンジル・ダグラス - 独立後、第2代首相（Prime Minister）